# Georges Berger
Georges Berger (Molenbeek-Saint-Jean, 14 de setembre de 1918 - Nürburgring, 23 d'agost de 1967) fou un pilot de curses automobilístiques belga, que va arribar a disputar curses de Fórmula 1.

## A la F1
Va debutar a la quarta cursa de la temporada 1953 (la quarta temporada de la història) del campionat del món de la Fórmula 1, disputant el 21 de juny del 1953 el GP de Bèlgica al Circuit de Spa-Francorchamps.
Georges Berger va participar en dues curses puntuables pel campionat de la F1, disputades en dues temporades diferents (1954 i 1955) no aconseguint cap punt pel campionat.

## Resultats a la Fórmula 1
| Any  | Equip          | Xassís  | Motor   | 1   | 2   | 3   | 4       | 5   | 6   | 7   | 8   | 9   | Posició | Punts |
| ---- | -------------- | ------- | ------- | --- | --- | --- | ------- | --- | --- | --- | --- | --- | ------- | ----- |
| 1953 | Georges Berger | Gordini | Gordini | ARG | 500 | HOL | BEL Ret | FRA | GBR | ALE | SUI | ITA | -       | 0     |
| 1954 | Georges Berger | Gordini | Gordini | ARG | 500 | BEL | FRA Ret | GBR | ALE | SUI | ITA | ESP | -       | 0     |

### Resum
| Curses: | Victòries: | Pòdiums: | Poles: | Voltes ràpides: | Punts: |
| ------- | ---------- | -------- | ------ | --------------- | ------ |
| 2       | 0          | 0        | 0      | 0               | 0      |